# رميش
رميش بلدة لبنانية تقع في أقصى الجنوب اللبناني في قضاء بنت جبيل. هي أكبر رعايا أبرشية صور المارونية من حيث عدد سكانها المسجلين في النفوس.

## التسمية
أصل الاسم سرياني يعني غروب الشمس لأنها تغيب عنها قبل غيرها من القرى المجاورة لكونها تقع وسط سهل ومحاطة بثمانية جبال تحجب أشعة الشمس عنها بسرعة ساعة الغروب. يرجّح البعض أن الاسم مشتق من اسم أحد الآلهة اليونانية هرمس (Hermes) حيث يوجد معبد له في رميش.

## الجغرافية
هي أكبر رعايا أبرشية صور المارونية من حيث عدد سكانها المسجلين في النفوس، ويبلغ 8500 نسمة، والمقيمون فيها 5000 نسمة (أمّا مع المهاجرين فيبلغ عدد سكان رميش أكثر من 15000 نسمة[بحاجة لمصدر]).ومن حيث المساحة فتبلغ حوالي العشرين ألف دونم.
تقع بلدة رميش في أقصى الجنوب اللبناني في قضاء بنت جبيل حدودها: من الشمال: بلدة عين إبل، من الشمال الغربي: بلدتا دبل وعيتا الشعب، من الغرب والجنوب والجنوب الشرقي: فلسطين ومن الشرق بلدة: يارون.
تبعد عن العاصمة بيروت 135 كلم وهي أبعد بلدة جنوبية عن العاصمة. تبعد عن مركز القضاء 11 كلم، أما عن مركز المحافظة فتبعد 65 كلم.
تنتشر منازلها في سهل واسع يرتفع عن سطح البحر حوالي 580- م. وعلى ثماني تلال تحيط بالسهل وهي: تلة كورة ـ العريض الغربي ـ سموخيا ـ العقبية ـ أبوصفارة ـ البداوية ـ كرسيفار والمعتق حيث يصل أقصى ارتفاع فيها عن سطح البحر حوالي 700 م في سموخيا.
الطرقات المؤدية إلى رميش:
- من العاصمة بيروت على طريق الساحل حتى مدينة صور
- من العاصمة بيروت حتى مدينة النبطية مركز المحافظة
- من صور نحو برج الشمالي ـ جويا ـ تبنين ـ صف الهوا ـ بنت جبيل ـ عين إبل ـ رميش
- من صور نحو قانا ـ كفرا - صربين ـ بيت ليف ـ القوزح- عيتا الشعب ـ رميش
- من صور نحو قانا ـ كفرا - حاريص ـ حداثا ـ الطيري ـ عين إبل ـ رميش
- من صور نحو قانا ـ كفرا ـ حاريص ـ حداثا - رشاف ـ دبل ـ رميش
- من النبطية ـ كفرتبنيت ـ مرجعيون ـ ميس الجبل ـ عيترون - بنت جبيل ـ عين إبل ـ رميش
- من النبطية ـ فرون ـ الغندورية ـ برج قلاويه - قلاويه ـ بئرالسلاسل ـ السلطانية - تبنين ـ بنت جبيل ـ عين إبل ـ رميش

## مزارع رميش وخربها
- قطمون: سكنها الرومان منذ حوالي 2000 عام وحولوها إلى مركز عسكري ما زالت بعض آثاره موجودة حتى اليوم وهي عبارة عن سور طوله 55 قدماً وعرضه 77 قدماً بالإضافة إلى قلعة وكنيسة وعشرة منازل. مساحتها 1000 دونم.
- جباب العرب: غنية بالابار الجوفية استوطنها البدو حتى عام 1948. مساحتها 960 دونماً.
- سموخيا: تعود ملكيتها إلى آل الحاج لا سيما آل عساف والعميل والشوافنة وآل طانيوس. تقدر مساحتها ب 3000 دنم.
- المنملف: مساحتها حوالي 1000 دونم وقد ضمت إلى الأراضي الفلسطينية المحتلة عام 1948.
- كورا (بنت جبيل): دلت آثارها ان عدة مجموعات تعاقبت عليها منها رومانية بيزنطية صليبية وإسلامية. وقد هجرتها آخر المجموعات بعد زلزال صفد 1837.

## إحصائيات
- معدل الزيجات السنوي 25- 30 اكليل
- معدل الولادات 70- 75 ولادة
- معدل الوفيات 20- 25 وفاة
- عدد المنازل 1200 منزل
- عدد الابنية 1400
- عدد العائلات المقيمين شتاءً 1150 عائلة
- عدد العائلات المقيمة في بيروت 450 عائلة يأتي منهم خلال فصل الصيف حوالي 200 عائلة حيث يصل العدد في الصيف إلى 6000 نسمة

## عائلات رميش
أولاً: تجمّع آل الحاج ويضم عائلات: الحاج – سعيد – العميل – عساف – إجريس – غناطس – صبرا – الخوري – أبو عزي – الحداد- الشوفاني.
- الحاج: تنحدر ذرية الحاج في رميش من أربعة اخوة وفدوا من بلدة قيتولي وهم: عبد لله، إلياس، موسى وأيوب بين عامي 1810 - 1824.
- العميل: وفد جدهم الأول إبراهيم يوسف طنوس الخوري من بلدة جرنايا في تاريخ غير معلوم إلى بلدة علما الشعب، ثم إلى عيتا الشعب ليغادرها لاحقا إلى رميش عام 1855.
- عساف: يرجح نزوح جدهم الأول إلياس عساف من عيتا الشعب بحدود العام 1855. أما أصل العائلة فهو من دمشق التي غادروها إلى العاقورة ثم إلى بلدات أخرى في لبنان.
- غناطيوس: من ذرية آدم الشدياق من مزرعة الشوف النازح إلى رميش عام 1860.
- صبرا (مبدا): ينتسبون إلى جدهم سليمان الحداد الذي توفي إبان الحرب العالمية الأولى.
- أبو عزة: ينتمون إلى جدهم نايف أبو عزة المنتسب إلى عرب اللهيب الرساتمة والذي تنصر في رميش عام 1922.

1. الشوفاني (سورية- السويداء-الثعلة حيث انتقلوا من لبنان (قرية نيحا الشوف)واستقروا في قرية الثعلة منذعام1830 وما زالواحتى الآن ومنهم رفيق الشوفاني.

ثانياً: تجمّع آل كلاس ويضم عائلات: طانيوس – كلاكش – مخول – مارينا – إلياس – سمعان – خيامي – جريس – الخوري – سحموت – الحداد – ماضي – جريس – توما – جرجور – عون – حنا – اسكندر – نصرالله – جبران – عبدوش – نيسي – اندراوس – عوض – بدين.
- طانيوس: ينتسبون إلى جدهم الأول طانيوس الذي يرجح انتسابه إلى آل كلاكش والذي توفي عام 1878. من جهة أخرى يعتقد آخرون انهم ينتمون إلى آل الأشقر.

تجدر الإشارة هنا إلى أن بعض الاسر الرميشة تدعي انتمائها إلى آل الأشقر ومنها آل جرجور، خيامي وكلاكش.
- عون: تختلف الروايات حول انتقالهم إلى رميش. منهم من قال عن قدوم ضاهر عون إلى رميش في مطلع القرن الماضي ومنهم من يقولون بنزوح العائلة من صغبين إلى كونين ثم رميش. لكن يرجح انهم انتقلوا من صغبين إلى رميش كون دفتر العماد يذكر أسماء من العائلة منذ عام 1806 في حين انهم هاجروا من صغبين إلى كونين عام 1814.
- كلاكش: لا يعرف من اين نزح جدهم الأول عبد لله كلاكش. (من المحتمل ان تكون من السويد) رغم أن بعضهم يلفت إلى انتمائهم إلى آل الأشقر الذين نزحوا إلى رميش عام 1788. من المتداول ان عبد لله واثنين من اخوته وصلوا إلى بلدة بلاط الجنوبية حيث تشيع اخواه واستقرا بينما هو فرحل إلى رميش حيث تنصر.
- جرجور: من المرجح انها تنتسب إلى انطون الفرنساوي المتوفي في رميش عام 1824. وهو من عداد الجيش الفرنسي الذي حاصر عكا بقيادة بونابرت. إضافة إلى ظاهرة العيون الزرقاء الملحوظة في ذرية ساسيل إلياس جرجور.
- مخول: يعود اصلهم إلى بطرس، طنوس والياس مخول النازحين من العاقورة إلى تنورين ثم إلى الطيبة فرميش عام 1750. يتفرع منهم عائلات: نيسي، إلياس وحنا.
- حداد: ينتسبون إلى إبراهيم الحداد النازح إلى رميش عام 1820 من مسقط رأسه روم أو طنبوريت. تفرعت العائلة لاحقا إلى: حداد، ماضي وجريس.
- خيامي وسمعان: ينتسبون إلى آل الأشقر من بيت شباب الذين نزحوا إلى الخيام ثم رميش. وقد تفرعت ذريتهم كالاتي: حبيب جد آل خيامي (نسبة إلى الخيام) وجريس جد آل سمعان.
- نصرلله: ينتسبون إلى إبراهيم نصرلله الاتي من صغبين عام 1850. وقد تنصر في رميش. وقد تفرعت ذريته فيما بعد إلى آسر: نصرلله، جبران واسكندر.
- عبدوش: يتحدرون من الشقيقين جريس وأيوب العبدوش.
- بدين: ينتسبون إلى إلياس موسى بدين النازح إلى رميش عام 1911.
- اندراوس: ينتسبون إلى طانيوس أيوب اندراوس من كفربرعم النازح إلى رميش عام 1876.
- جريس: وفد جدهم جريس إلى رميش عام 1825 بسبب سوء المعيشة.
- مرقس: ينتسبون إلى منصور العجمي الذي سكن العاقورة ثم نزح إلى القليعة ثم إلى رميش حيث عرفوا بآل أبو ريشة.
- توما: يرجح انتسابهم إلى بطرس القاطن في حيفا أما جدهم الأول في رميش فهو بطرس توما.
- عوض: ينتسبون إلى جدهم الأول حميد عوض من قبيلة المواسي. عمد عام 1918 في كنيسة رميش باسم يوسف.
- الخازن: ينتسبون إلى آل الخازن من كسروان. نزحوا إلى رميش عام 1697.

ثالثاً: تجمّع آل شوفاني ويضم عائلات: شوفاني – شبلي – منصور – خليل – إبراهيم – مسعد – جرجورة – مخايل – عبدوش – أبو طاس – معوض – أيوب – الخازم – غانم – حليم الحاج - حبيب.
- الشوفاني: يتحدرون من جدهم لطفي ابن الخوري روفائيل سليل خليفة ابن جمعة أحد أحفاد بونار الجد الأكبر لاسرة العناحلة من قريعة عين حليا في سوريا. نزحوا إلى عمشيت ليعرفوا بآل سابا، ذوق مكايل حيث عرفوا بآل عبود ومزرعة الشوف حيث عرفوا بآل لطفي. لينتقلوا من مزرعة الشوف إلى رميش حيث كان يوسف ضاهر لطفي مكلفا إخماد ثورة جنوبية ضد الامارة الشهابية. وقد استوطنوا رميش بحماية الزعامات الشيعية لاسيما آل الاسعد.
- غانم: يتحدرون من أسعد شقيق الخوري يعقوب البكاسيني الذي تملك قطمون. لينزح بعض أعضاء العائلة إلى رميش نتيجة هجمات البدو في حين نزحت باقي العائلة إلى مصر وفلسطين.
- حبيب: أتى جدهم أسعد حبيب من دردغيا مع أخويه الذين هاجرا لاحقا إلى السنغال. أما كنيتهم الحداد فتعود إلى مهنة جدهم اسعد.
- معوض: ينتسبون إلى أسرة معوض الزغرتاوية. اما ظروف نزوحهم إلى رميش فغير معروفة.
- حليم الحاج: ينتسبون إلى يوسف نقولا الحاج الذي نزح من قانا عام 1918.

تجمّع آل العلم ويضم عائلتي: العلم ومعتوق وسعد.
- العلم: آل العلم ينتمون إلى رزق الله العلم من ذرية يوسف العلم الذي نزح من العاقورة إلى بسكنتا ثم إلى رميش عام 1696 مما يعني ان آل العلم أول عائلة حلت برميش.
- المعتوق: ان لقب المعتوق اطلقه أهالي سحماتا الفلسطينية على أحد أبنائها الذي حرر من دفع الضرائب مكافأة له على امساكه قردا كبيرا كان يرعب أهالي البلدة عندما يردون عين الماء. ومن نسله تحدر المعاتقة في رميش.
- سعد: يتحدرون من اسرة زعتر التي سكنت زغرتا والمتحدرة من فرع مخلوف أحد فروع كيروز العناحلي.

## تاريخها
منطقة سهل رميش كانت مأهولة في عصور ما قبل المسيح. وهناك بعض الآثار اليونانية، العبرية، الرومانية، وخاصة في منطقة قطمون. أما تاريخ رميش الحديث يعود إلى ثلاثمئة وخمسة عشرة سنة، أي منذ العام 1692 حيث بدأت بعض العائلات المارونية تأتي إليها من جبل لبنان (منطقة الشوف) ومن كسروان والمتن وجبيل وبشري. وأول من وصل إليها اَل الشوفاني الذين اتوا من مزرعة الشوف تلاهم اَل الحاج من بلدة قيتولي قضاء جزين. وتوافدت عدة عائلات أخرى من أنحاء جبل لبنان، وأقلية أتت من شمال فلسطين حيث شكّلت أربع تجمعات عائلية تسمى اليوم (الشوافنة ـ اَل كلاس ـ اَل الحاج ـ واَل العلم) وكل تجمّع منها يتشكّل من عدة عائلات، انضمت إلى بعضها البعض، واتحدت سياسياً بالمصاهرة أو بالانتماء السياسي المحلي، من أجل حماية مصالحها.
بنت هذه العائلات منازلها على تلة صغيرة بين مستنقعين طبيعيين للمياه الشتوية، في الطرف الجنوبي الغربي للسهل. وبنت كنيسة مار جرجس في أعلى نقطة من التلة وتوزعت التجمعات الأربعة حول الكنيسة في منازل متلاصقة تتصل ببعضها بواسطة أبواب صغيرة، كانت تستعمل لطلب النجدة من الجيران، أو للهرب إليهم حين كانت تتعرض البلدة للغزو من قبل البدو الذين كانوا يمارسون هذه العادات.
على عهد الأمير أحمد المعني وخلفائه الشهابيين، تأسست بلدة رميش. وقد أتى إليها الناس بتشجيع من الأمراء من أجل أن يكون هؤلاء الأهالي إما قوات سلام تفصل بين طائفتين كانتا تتناحران في تلك العهود، وهي الشيعة في جنوب لبنان، والدروز في شمال فلسطين، وإما ليكونوا حرس حدود للإمارة اللبنانية التي كانت تمتد حدودها أحياناً إلى تلك المنطقة؛ وذلك بحسب مزاج الولاة العثمانيين الذين كانوا يحيطون بإمارة جبل لبنان.
لقد ذاق اجدادنا الأمرّين خلال فترة حكم العثمانيين خاصة أنهم كانوا يبعدون عن إمارة جبل لبنان التي كانت تتمتع بشبه استقلال ذاتي. وكانت منطقة رميش وضواحيها، بل بالاحرى منطقة جبل عامل كرة يتلاعب بها الولاة العثمانيون. فتارة تكون تابعة لولاية صفد، وطوراً لولاية عكا وأحياناً لولاية صيدا. وكما نعرف عن تاريخ تلك الحقبة وخاصة الناحية الاجتماعية فقد كانت صعبة جداً، بسبب الضرائب الباهظة التي كان يفرضها الولاة العثمانيون على الأهالي حيث كان في كل قرية شيخاً أو مختاراً معيناً من قبل الوالي، مهمته الأولى جمع الضرائب بكل الطرق التي يجدها مناسبة لكي يرضي جشع الولاة.
ويتناقل أهالي بلدة رميش أخبار طريقة جمع الضرائب. فيروون أنه كان في بلدة رميش شيخاً مكلفاً من قبل الوالي العثماني التابعة لولايته البلدة، وقد كان هو الحاكم الفعلي، حيث يجمع حوله عدداً من الشباب المقربين مهمتهم حمايته الشخصية وجباية الضرائب. وقد أُقيم داخل البلدة ما يشبه المعتقل على مساحة من الأرض مسيجة بسورٍ عالٍ، كان شباب الشيخ يسجنون فيه من يتخلف عن دفع الضريبة بعدما يشبعوه ضرباً واهانة. فكان بعدما ينهك يفترش التراب ويلتحف الريح في (الزرب) في المعتقل ولا يخرج منه إلا بعدما يبيع أهل بيته مما يمتلكون من عقارات أو أدوات منزلية ويدفعون الضريبة لإخراجه. وإذا لم يكن لديهم ما يبيعونه، كانت زوجته أو إحدى شقيقاته أو بناته تقدم نفسها للشيخ لكي يعفي عن المعتقل[بحاجة لمصدر].
وقد استمرت هذه الحالة وخاصة في عهد الجزار حتى وفاته، حيث شهدت المنطقة نوعاً من الأمن بسبب العلاقات الجيدة التي قامت بين ولاة عكا واَل علي الصغير، وجهاء جبل عامل، والذين كانت تربطهم أيضاً علاقات جيدة مع المسيحيين من أبناء المنطقة. فخفضت الضرائب وازدهرت نوعاً ما الزراعة والتجارة ما بين منطقة جبل عامل ومنطقة شمال فلسطين وخاصة في عهد حكم إبراهيم باشا.
اَما حينما اشتعلت نار الفتن الطائفية في جبل لبنان، بين العامين 1840 و1864، نزحت عدة عائلات مسيحية من جبل لبنان إلى منطقة جبل عامل واستقبلها زعماء جبل عامل الشيعة بالترحاب، وتوزعت هذه العائلات على قرى رميش ـ دبل ـ كونين ـ عين إبل ـ عيتا الشعب ـ وعلما الشعب وسكنت فيها.
وفي هذه الأثناء كانت الدولة العثمانية قد ألغت إيالة صيدا وضمتها مع منطقة جبل عامل إلى إيالة الشام، وسمّيت ولاية سورية. وفي هذه الحقبة كانت بلدة رميش كباقي بلدات جبل عامل بحسب العلاقات التي كانت تتحسن يوماً وتسوء أياماً بين الوالي العثماني وزعماء جبل عامل من الشيعة. واستمر الوضع هكذا حتى نشوب الحرب العالمية الأولى التي أنتجت مصائب كثيرة بالارواح والممتلكات. فهاجر عدد كبير من سكان بلدة رميش إلى أميركا الجنوبية هرباً من التجنيد الإجباري، الذي فرضه جمال باشا على الشباب ما فوق الخمسة عشرة سنة منهم، ومن السخرة التي فرضها على المسنين وحتى على النساء، كما أن الجوع والامراض التي تفشّت قضت على عددٍ كبير من أبناء البلدة الذين لم يتمكنوا من الهرب.
وقد ذكر المعمّرون في البلدة، بأن الذين هاجروا إلى الأرجنتين من البلدة بلغو مئـة شخص، والذين مـاتوا بسبب المجـاعة والامراض حوالي ثلاثمئة شخص، بحسب النـائب الأسقـفي الخوري فرنسيس الخوري، على أثر زيارة سيادة المطران عبد الله الخوري إلى البلدة في الرابع عشر من تشرين الثاني سنة 1921. وبذلك يكون عدد الذين خسرتهم البلدة حوالي أربعمئة شخص، وربما يزيد هذا العدد إذ أن الأب يواكيم مبارك يذكر في خماسيته، باللغة الفرنسية، أن عدد سكان رميش عام 1906 كان ثمانماية وستون شخصاً، وبعد نهاية الحرب الأولى أصبح عدد السكان في رميش ثلاثماية واربعة وعشرين شخصاً، حسب إحصاء الخوري جريس العلم كاهن الرعية.
وخلال عهد الانتداب، وحيث أن اللبنانين انقسموا ما بين مؤيد لدولة لبنان الكبير، ومؤيد للدولة العربية، بزعامة الأمير فيصل بن حسين، فقد حاول أهالي رميش أن يكونوا على الحياد حفاظاً على أرواحهم وممتلكاتم، وقد وطدوا علاقاتهم بجيرانهم الشيعة. ولم يذكر التاريخ أية حادثة عداء بين أبناء رميش وجيرانهم. وبالرغم من الهجوم الشيعي (المدبّر سياسياً) على بلدة عين ابل المسيحية، فإن المهاجمين لم يصلوا إلى بلدة رميش التي فرّ اهاليها إلى شمال فلسطين وعادوا إليها بعدما هدأت الأوضاع.
وفي هذه المرحلة ازدهرت الحياة الاجتماعية نوعاً ما في عهد الانتداب، إذ أن الأهالي عملوا في الزراعة وخاصة زراعة التبغ والكرمة والزيتون والتين والحبوب. ونشطت التجارة مع فلسطين التي كانت في ظل الانتداب الإنكليزي.
وبقيت الأوضاع على هذا الحال حتى العام 1936، حيث اندلعت الثورة في فلسطين فتأزمت الأوضاع وعاد الأهالي لتأسيس حياتهم من جديد باتجاه المدن اللبنانية كصور وصيدا وبيروت، بعدما كانت تجارتهم في مدن فلسطين كصفد وعكا وحيفا.
وفي العام 1943 حيث نال لبنان استقلاله، وأصبحت رميش ضمن الحدود اللبنانية، تتبع لقضاء بنت جبيل محافظة النبطية، حيث يتمثل قضاء بنت جبيل بنواب شيعة فقط، والمسيحيون ملزمون بانتخاب هؤلاء النواب الشيعة، فبادر أبناء البلدة إلى توطيد علاقاتهم بزعماء المنطقة وانقسموا إلى ثلاث فئات: الأولى تؤيد الاسعد والثانية تؤيد اَل البزي والثالثة اَل الخليل، وذلك ظناً منهم بأنهم بهذه العلاقات يحافظون على مصالحهم. وأتت النتائج عكسية، إذ أن النواب كانوا يزورون البلدة فقط أيام الجولات الانتخابية، وهذه الحالة لم تكن فقط في بلدة رميش، بل في غالبية قرى المنطقة مسيحية كانت أو شيعية. لذلك فقد غابت مشاريع الدولة عنها، لا ماء، لا كهرباء، لا أبنية مدرسية. والجدير بالذكر أن الكهرباء شعشعت في قرى قضاء بنت جبيل العام 1963 أي بعد عشرين عاماً من الاستقلال، والمياه لم تصل انابيبها إلى القرى إلا في العام 1965.

### تسلسل احداث تاريخية
- 1797: والي عكا أحمد باشا الجزار يهدم ويحرق رميش بما فيها كنيستها. وذلك بسبب تايد رميش للامراء الشهابين وتقديمهم مساعدات عينية وغذائية لنبوليون بونابرت أثناء حصاره عكا. أدى هذا الأمر إلى رحيل أبناء البلدة عنها.
- 1805: عودة أهل رميش إلى بلدتهم بعد وفات الجزار.
- 1824: يوسف ضاهر الشوفاني يقود الرميشين في موقعة جرت عند الاطراف الشرقية للبلدة ضد فلول جيش والي عكا عبد لله الدرندلي.
- 1829: رميش تساند مفرزة من الجيش الشهابي في محاصرة قلعة سانور.
- 1837: زلزال يضرب رميش يؤدي إلى تدميرها ووفات 30 شخصا فيما نجا الاخرون نتيجة احتمائهم في كنيسة مار جرجس.
- 1839: معركة طاحنة تدور رحاها في رميش بين الجيش المصري وعناصر شيعية، تؤدي إلى انسحاب القوات المصرية منها متكبدة خسائر مادية كبيرة.
- 1840: حمد بيك يواجه المصرين في رميش ووادي الجش وكد دعمه الرميشيون بقيادة ضاهر الشوفاني.

### أبرز الآثار
- آثار قديمة تعود إلى مدينة كانت قائمة سابقا ومنها: قبور مستطيلة كبيرة منحوتة مقصبة وعليها بلاطات رخام.
- مدفنان كبيران: الأول في حاكورة «البلاطة» جنوب البركة الفوقا والثاني شرقها.
- آثار قديمة كالعمد الضخمة وقطع السواري واعتاب البيوت والمدافن العادية.
- ثلاثة مدافن صخرية شمال غرب رميش. كما وجدت هياكل وايقونات تعود إلى القرن 4 ميلادي.

## الكنائس والمزارات والاديرة
'* كنيسة مار جرجس: هي أول كنيسة بنيت في رميش ويعتقد بأن البدء ببنائها كان سنة 1740 وتكرست على يد المطران أنطوان محاسب (بحسب شرطونيته) سنة 1752. وقد أعيد بناء هذه الكنيسة التي تصدعت بفعل الهزات الأرضية سنة 1929 مع توسيعها فأصبحت مساحتها 200 متر مربع.
- كنيسة التجلّي: وضع حجر الأساس لبنائها المطران يوسف الخوري راعي الأبرشية آنذاك سنة 1984 وابتدأ العمل فيها عام 1985 وكرسها سيادة المطران مارون صادر في 1/1/2000. وبعد حرب تموز 2006 تقوم لجنة الوقف بإشراف مهندسين أخصائيين وبرعاية سيادة المطران شكرالله نبيل الحاج بإعادة تأهيلها لتتوافق مع هندسة الليتورجيا المارونية وقد بني بجانبها صالة للمناسبات.
- كنيسة مار يعقوب قطمون: بنيت سنة 1882 على يد الخوري يعقوب غانم وكانت خاصة لعائلته التي كانت تقيم فيها والتي انتقلت فيما بعد إلى رميش، وهذه الكنيسة مهجورة ومصدّعة بسبب وجودها بمحاذاة الحدود الجنوبية.
- مزار أم المراحم سلطانة الشهداء: هو بالأساس نصب تذكاري لشهداء البلدة وُضع فيه تمثالاً للسيدة العذراء والطفل يسوع يقع ضمن مساحة من الأرض المغروسة بالأشجار والأزهار وفيه صخرة كبيرة تستعمل كمذبح حيث تقام الذبيحة الإلهية فيه في السبت الأخير من شهر أيار الذي هو تذكار لشهداء رميش.
- دير سيدة لبنان: تأسس سنة 1959 حيث فتحت فيه الراهبات الأنطونيات مدرسة ابتدائية فازدهرت وأصبحت تضم مراحل الروضة والابتدائي والمتوسط وتستوعب حاليّاً حوالي 700 تلميذ، وفي الدير كنيسة صغيرة على اسم سيدة لبنان تقام فيها الذبيحة الإلهية صباحاً وصلوات الفرض لجمهور الدير.
- دير سيدة البشارة: تأسس سنة 1982 ويقع على تلة بين بلدتي رميش وعين إبل وهو تابع للرهبانية اللبنانية المارونية. هو مركز للنشاطات الدينية والاجتماعية والثقافية ويضم مدرسة ابتدائية وفرع جامعي تابع لجامعة الروح القدس الكسليك تأسّسا عام 2002. وفي الدير كنيسة صغيرة على اسم سيدة البشارة تقام فيها الذبيحة الإلهية صباحاً وصلوات الفرض لجمهور الدير

### سلسلة الكهنة الذين خدموا في رميش
- الخوري حنا لمخ بن نجم (يعتقد أنه من بلدة القوزح) لانعرف بداية خدمته ولكنه توفي سنة 1759.
- الخوري جرجس طانيوس الشوفاني سيم سنة 1769 وتوفي سنة 1806.
- الخوري طانيوس بن الخوري جرجس الشوفاني سيم سنة 1793 وتوفي سنة 1818
- الخوري يوسف ابن اسحاق خدم عام 1805.
- الخوري يوحنا ابن... خدم عام 1805.
- الخوري إبراهيم الحاج خدم عام 1814.
- الخوري يوسف بن الخوري طانيوس الشوفاني سيم سنة 1812 وتوفي سنة 1867. خدم في البداية رعية السيدة علما الشعب ثم رعية رميش وأخيراً كفر برعم حيث توفي ودفن في كنيستها.
- الخوري عبد الله بن موس الحاج سيم سنة 1815 وتوفي سنة 1828.
- الخوري إبراهيم بن الخوري يوسف الشوفاني سيم سنة 1835 وتوفي سنة 1878.
- الخوري عبد الله بن الخوري عبد الله بن موس الحاج سيم سنة 1836 وتوفي سنة 1888.
- الخوري منصورعاصي: وهو خادم رعية كفر برعم خدم رعية رميش سنة واحدة 1884.
- الخوري يوسف جلوان من تولا الضنية خدم سنتين عام 1885 - 1886.
- الخوري عمانوئيل يحشوشي خدم سنة واحدة 1887.
- الأب بطرس الشحروري (راهب) خدم سنة واحدة 1887.
- الخوري موسى إلياس.
- الخوري مخايل نداف من دبل خدم رعية رميش من سنة 1893-1901.
- الخوري طانيوس صادر خدم عام 1894.
- الخوري يوسف بن موس بن الخوري عبد الله الحاج سيم سنة 1897 توفي سنة 1915.
- الخوري إلياس الغزال من رميش سيم سنة 1897 توفي سنة 1915.
- الخوري جرجس مسعود العلم سيم سنة 1897 وتوفي سنة 1966.
- القسيس مخايل خدم عام 1906.
- الأب عبد الله بن اسعد الحاج (راهب لبناني ماروني) تكلف بالخدمة من آل الحاج من سنة 1922 حتى سنة 1949 ثم عاد إلى دير مشموشة حيث توفي سنة 1952 ودفن في الدير.
- الخوري إلياس سوسان خدم بين عام 1924 حتى عام 1927.
- الخوري بطرس مخول خدم عام 1920.
- الخوري يوسف فرح خدم عام 1930.
- الخوري اغناطيوس حنا سيم سنة 1931 وتوفي سنة 1979.
- الخوري انطونيوس الحاج سيم سنة 1956 وما زال في الخدمة حتى اليوم.
- الخوري نجيب شكرالله العميل سيم سنة 1990 وما زال في الخدمة حتى اليوم.

## المؤسسات

### المؤسسات الاجتماعية
- بلدية رميش: تاسست سنة 1961 بعد مخاض طويل فأتت توافقيّة بين العائلات تضم سبعة أعضاء. وفي العام 2001 أي بعد الانسحاب الإسرائيلي جرت انتخابات فأتت هذه المرّة بخمسة عشر عضواً ثم انتخابات ثانية سنة 2004.
- الندوة الثقافيّة: تأسست سنة 1962 على يد فريق من الشباب في رميش وهدفها جمع الشباب وإقامة النشاطات الثقافية والاجتماعية والرياضية من أجل تمكين الروابط بين أبناء البلدة. تملك بناء الثانوية الرسمية المؤجّر لوزارة التربية كما تملك قطعة أرض سيشاد عليها مركز للندوة. تضم اليوم حوالي مئة وخمسين عضواً.
- الجمعية الخيرية لأبناء رميش في بيروت وضواحيها: تأسست سنة 1968 على يد أبناء رميش المقيمين في بيروت، هدفها جمع أبناء البلدة المقيمين في بيروت والاهتمام بأمورهم الاجتماعية وربطهم بمسقط رأسهم، تضم حوالي الستين عضواً.
- نادي رميش لكرة القدم: تاسس عام 1986 وضم 13 لاعباً. قام بتنظيم دورة رياضية عام 1989 تعتبر الأبرز في تاريخ البلدة حيث شاركة فيها فرق من: العديسة، بليدا، عيترون، عيناتا، بنت جبيل، دبل، عيتا الشعب ورميش. انتهت بفوز رميش بكاس البطولة.
- فريق الكهرباء للكرة الطائرة: أنشئ عام 1978 وضم 10 لاعبين. قام بتنظيم عدة دورات بمشاركة فرق من البلدات المجاورة التي غالبا ما كانت تنتهي بفوز الكهرباء.
- نادي التجلّي الرياضي: تاسّس صيف 2007 على يد مجموعة من شباب البلدة وعددهم حوالي الخمسة عشر وهدفه إحياء الرياضة من جديد في البلدة لأنها تعتبر الركن الأساسي في حياة أبناء البلدة وترسي الأسس الصحيحة والسليمة في المجتمع. يملك النادي ملعباً لكرة القدم قيد الإنشاء ذا مواصفات دوليّة.
- كشافة التربية الوطنية: انشئته وزارة التربية الوطنية عام 1983 في المدارس الرسمية وضم حوالي 120 كشافاً. تم حله عام 1985 من قبل الوزارة.
- فوج مار جرجس – كشافة لبنان: أسّسه نجيب شكرالله العميل (الخوري) سنة 1971 في رحاب المدرسة الوطنية اللبنانية بتشجيع من المطران يوسف الخوري والسيد نقولا حبيب صاحب المدرسة. ولاحقاً أصبح الفوج تابعاً للرعية وكلف الخوري أنطونيوس الحاج بمهمة إرشاده. ويضم حالياً أكثر من مئة عضو يتوزعون على كافة المراحل الكشفية ويرافقهم في إرشادهم الروحي الخوري نجيب العميل.

### المؤسسات الصحية
- الصليب الأحمر اللبناني- مركز رميش: تأسس في ربيع سنة 1985 وكان المركز في ثانوية رميش الرسمية في إحدى غرف المدرسة ثم انتقل المركز إلى مبنى دير الراهبات الأنطونيات. في العام 1987 قام الأهالي باستئجار مبنى للصليب الأحمر في وسط البلدة، وكانوا يدفعون رسم الإيجار من التبرعات التي كانوا يجمعونها من المحسنين. في العام 1992 تبرع أحد أبناء البلدة ببناء مركز للصليب الأحمر. فنفذ هذا المشروع على أرض قدمتها بلدية رميش لهذه الغاية. وقد ساهم الأهالي أيضا بمبالغ أخرى لإتمام المبنى الذي يتألف من طبقتين مساحة كل منهما حوالي 200 م2 مع موقف للسيارات وسور يحفظ المكان حيث انتقل المركز اليه. هذا المركز الذي يحوي اليوم خمس سيارات إسعاف وأكثر من أربعين متطوع ومتطوعة، يعمل بنشاط بارز. وقد تحمل مسعفوه المشقات والأخطار خلال خدمتهم، وخاصة أن المنطقة كانت ساحة حرب بسبب الاحتلال الإسرائيلي. وكانت خدمات هذا المركز تشمل المنطقة الممتدة من الناقورة حتى مرجعيون دون تفرقة أو تلكؤ.

إن بلدة رميش، بسبب بعدها عن العاصمة وبسبب بعدها أيضاً عن مركز المحافظة، فهي تعاني كثيراً من عدم وجود مستشفى في المنطقة، حيث أن اقرب المستشفيات إليها في مدينة صور، أي على بعد حوالي الاربعين كلم ولكنها تتمتع اليوم ببعض الاطمئنان الصحي وذلك للأسباب التالية :
- وجود أربعة أطباء اختصاصيين من أبناء البلدة فيها.
- وجود ثلاثة مستوصفات، تؤمن يومياً طبيباً لمعاينة المرضى، وإعطاء الادوية بأسعار رمزية. أما الأطباء الذين يداومون في المستوصفات فهم من أبناء البلدة والقرى المجاورة.
- وجود مركز للصليب الأحمر اللبناني إذ يؤمن نقل الحالات الطارئة بسرعة فائقة إلى أقرب مستشفى.
- وجود مركز للدفاع المدني مجهز بسيارة إطفاء وسيارة إسعاف.
- وجود مختبرين طبيين.
- وجود صيدليتين.

كل هذه العوامل، سمحت بانقاذ الكثيرين من المرضى.

## الشؤون الاجتماعية
يوجد في رميش أيضاً مركز للشؤؤون الاجتماعية الكائن في مبنى دار الحضانة يعلمون فيه دروس في الخياطة والأشغال اليدوية والتدبير المنزلي.
- العين الساهرة: حركة اجتماعية سرية اخذت على عاتقها مسؤولية ملاحقة مروجي المخدرات محليا اعلاميا وفعليا إضافة إلى تنبيه المواطنين إلى ضرورة تجنب ظواهر اجتماعية أخرى بدت تنتشر منذ عام 1985 لاسيما الميسر وتعاطي الكحول والسرقة. ولنشر افكارها عمدت إلى توزيع المناشير سرا وتكليف كاهن الرعية تلاوتها في قداس الأحد اسبوعيا.

### المؤسسات الروحية
- أخوية الحبل بلا دنس: تأسست سنة 1854 في عهد الكاهنين الغيورين الخوري إبراهيم الشوفاني والخوري عبد الله الحاج. تضم حاليّاً حوالي المئة وعشرين عضواً من الكبار مرشدها الخوري أنطونيوس الحاج، وهي منتسبة لرابطة الأخويات. نشاطها يقتصر على صلاة الفرض أيام الآحاد وعلى بعض الرحلات الدينية.
- أخوية شبيبة العذراء: تأسست سنة 2005 من مجموعة من الشباب الملتزمين رعويّاً ويبلغ عددهم حوالي الخمسة عشر عضواً يجتمعون أسبوعيّاً في مركز أمّنته لهم الرعية. يقتصر عملها على الصلاة وبعض النشاطات الاجتماعيّة والروحيّة.
- أخوية طلائع العذراء: تأسست سنة 1980 من فرسان العذراء الذين بلغوا الرابعة عشر من العمر. انطلق نشاطها من مدرسة سيدة لبنان وقد تعثرت مراراً وهي اليوم تضم حوالي الخمسة والعشرين عضواً. يقتصر نشاطها على الصلاة والنشاطات الليتورجية والاجتماعية.
- أخوية فرسان العذراء: تأسست سنة 1971 بالتزامن مع تأسيس الكشاف وبتشجيع من المطران يوسف الخوري وتعاون على التأسيس، انطلاقاً من مدرسة سيدة لبنان، الأخت كريستين عقل الأنطونيّة ونجيب شكرالله العميل (الخوري). يزدهر نشاطها خلال العام الدراسي بسبب وجود أعضائها تحت إشراف إحدى الراهبات المكلّفة بذلك.
- شبيبة كاريتاس: تأسست بعد إنشاء إقليم بنت جبيل عام 2004 وهي تضم حوالي الثلاثين شاباً يقتصر نشاطهم على مساعدة هيئة الإقليم بتوزيع المساعدات وجمع التبرعات.

### المؤسسات التربوية
- المدرسة الرسمية: تأسست منذ عهد الاستقلال تطوّرت وأصبحت كبيرة. معلموها من أبناء البلدة والقرى المجاورة. صفوفها من الروضة حتى الصفوف التكميلية. عودة إلى الفهرس 6-2 ثانوية رميش الرسمية تأسست سنة 1974 وهي اليوم من أنجح الثانويات الرسمية في لبنان تستقبل الطلاب من رميش ومن القرى المجاورة. أساتذتها من البلدة ومن القرى المجاورة يتجاوز عددهم الأربعين أستاذاًً، نتائجها في الامتحانات مشرّفة بفضل سهر إدارتها عليها.
- دار الحضانة': تأسست سنة 1964 حيث في البداية كانت البلدية تهتم بها وتدفع رواتب الحاضنات لمدة عشر سنوات تقريباً ثم بعد ذلك أصبحت في عهدة وزارة الشؤون الاجتماعية. تستقبل الأولاد من عمر سنتين ونصف إلى أربع سنوات.
- مدرسة رميش الفنية: تأسست سنة 2004 بعدد قليل من التلاميذ، ثم بدأت بالتزايد تدريجياً بسبب نتائجها المشرّفة في الامتحانات الرسمية حيث أنها وصلت في بعض الأحيان إلى المئة في المئة (100%) وذلك بسبب ادارتها الحكيمة ونخبة اساتذتها.
- مدرسة سيدة لبنان للراهبات الانطونيات: تأسس سنة 1959 حيث فتحت فيه الراهبات الأنطونيات مدرسة ابتدائية فازدهرت وأصبحت تضم مراحل الروضة والابتدائي والمتوسط وتستوعب حاليّاً حوالي 700 تلميذ.
- مدرسة سيدة البشارة للرهبانية اللبنانية المارونية وفرع جامعي تابع لجامعة الروح القدس الكسليك: تأسس سنة 1982 ويقع على تلة بين بلدتي رميش وعين إبل وهو تابع للرهبانية اللبنانية المارونية. هو مركز للنشاطات الدينية والاجتماعية والثقافية ويضم مدرسة ابتدائية وفرع جامعي تابع لجامعة الروح القدس الكسليك تأسّسا عام 2002.

## رميش اليوم
تتمتع بلدة رميش اليوم بشبه اكتفاء ذاتي، إن من الناحية المعيشية حيث 60% يعملون بالزراعة وخاصة زراعة التبغ والحبوب والأشجار المثمرة كالزيتون والتين والكرمة و 40% موظفون ومستخدمون بالقطاع العام والخاص. أو من الناحية التربوية، حيث المدارس والجامعة.
المثقفون فيها كثر إذ يبلغ عدد حملة الأجازات أكثر من 700 شخص، وحملة الدكتورة تجاوز الستين شخصاً،
أما مظاهر حضارتها فتتميز بما يلي:
- أبنية حديثة دخل إليها عنصر التزيين بالحجارة الصخرية والقرميد
- محلات تجارية (سمانة- ملابس- احذية- مواد بناء- مفروشات- ألعاب- تزيين- زهور) عددها لايقل عن 120 محل.
- خمس محطات للمحروقات
- مصانع (اخشاب – حديد- المينيوم- ورق صحي) 20 محل.
- مزارع دواجن تنتج اللحوم والبيض عددها عشرة.
- مزارع البقر الحلوب أربعة.
- مصنع البان وأجبان.
- عشرة رعاة يملكون حوالي الخمسة آلاف رأس من الماعز.
- ملاحم تؤمن لحوم البقر والماعز والخراف والخنازير عددها عشرة.
- معامل البسة داخلية عددها ثلاثة.
- مطاعم صغيرة عددها خمسة.
- افران مناقيش ومعجنات عددها أربعة.
- ثلاث منتجعات سياحية مع برك سباحة تقام فيها ولائم المناسبات الكبرى إذ يستوعب كل منها أكثر من 1200 شخص.
- نادي رياضي مجهز بأحدث الآلات.
- ملعب كرة طائرة مدرّج ومسقوف.
- ملعب كرة قدم.
- عشر محلات لألعاب الكمبيوتر.
- مخفر لقوى الأمن الداخلي ومركز للهاتف الآلي.